# ムジナバケール
『ムジナバケール』は、中京テレビで2025年7月5日から放送されている教養バラエティ番組。MCは安田章大と塚地武雅。

## 概要
本番組は、中京テレビの開局55周年を記念して制作され、愛知県名古屋市にある徳川美術館が所蔵する国宝や重要文化財を含む16点の厳選した美術品を多彩なジャンルの現代アーティストが独自の視点で再解釈し、それぞれの現代アート作品へと"化けさせる"教養バラエティ番組である。
MCはSUPER EIGHTの安田章大とタヌキのキャラクター・バケール竹千代（声：塚地武雅〈ドランクドラゴン〉） が担当。バケールのデザインは安田が担当した。
「いつの時代も、同時代の方々にサポートされ続けたい」という理念のもと活動している徳川美術館が「価値観が多様化している『いま』の時代の方々にも、是非とも美術品の魅力を伝えたい」と全面協力しており、新進気鋭のクリエイターが美術館の収蔵品をモチーフに現代アートとして再構築することにより、「歴史あるお宝の貴重さ」と「現代アートの斬新さ」の両方を伝える番組となっている。
中京ローカルの番組ではあるが、動画配信サービス『TVer』や『Locipo』、『Hulu』にて見逃し配信を実施している。
本番組の放送時間は土曜0時30分から0時45分（金曜深夜）の放送だが、番組初回のみ土曜23時30分から23時55分の10分拡大で放送された。

## 出演者
- 安田章大（SUPER EIGHT） - MC
- バケール竹千代（声：塚地武雅〈ドランクドラゴン〉） - MC
  - 「先祖が徳川家康と友達だったタヌキの末裔」という設定[5]。

## 放送リスト
| 回 | 放送日  | 参加クリエイター     | 美術品                     | 編   | 備考     |
| -- | ------- | -------------------- | -------------------------- | ---- | -------- |
| 1  | 7月5日  | OZ WORKS             | 能装束 紫地鳳凰文長絹      | －   | [ 注 2 ] |
| 2  | 7月12日 | きょうこ（ギャル電） | 初音の調度                 | 前編 |          |
| 3  | 7月19日 | きょうこ（ギャル電） | 初音の調度                 | 後編 |          |
| 4  | 7月26日 | 古家野雄紀           | 赤羅紗地桐に鳳凰文火事頭巾 | 前編 |          |
| 5  | 8月2日  | 古家野雄紀           | 赤羅紗地桐に鳳凰文火事頭巾 | 後編 |          |
| 6  | 8月9日  | 西村直晃             | 徳川美術館                 | 前編 |          |
| 7  | 8月16日 | 西村直晃             | 徳川美術館                 | 後編 |          |

## ネット局
| 放送対象地域 | 放送局            | 系列           | 放送期間       | 放送日時                     | ネット状況 | 備考     |
| ------------ | ----------------- | -------------- | -------------- | ---------------------------- | ---------- | -------- |
| 中京広域圏   | 中京テレビ（CTV） | 日本テレビ系列 | 2025年7月5日 - | 土曜 0:30 - 0:45（金曜深夜） | 【制作局】 | [ 注 2 ] |

## スタッフ
- ナレーション - 山本愛美[6]
- 演出 - 富田恭彦[7]
- チーフプロデューサー - 工藤祐馬[7]
- プロデューサー - 星倫弘[7]
- 協力 - 徳川美術館
- 製作・著作 - 中京テレビ